# Ranunculus strigulosus
Ranunculus strigulosus — вид квіткових рослин з родини жовтецевих (Ranunculaceae).

## Біоморфологічна характеристика
Кореневище подовжене, 3–10 см завдовжки, ± горизонтальне. Жорстке товсте листя рідко щетинисто-запушене.

## Поширення
Поширення: Білорусь, Болгарія, Словаччина, Угорщина, Румунія, Росія, Україна, Хорватія, Словенія, Вірменія, Грузія.

## Синоніми
- Ranunculus friesianus subsp. strigulosos (Schur) Elenevsky & Derv.-Sok.
- Ranunculus strigulosus var. stenophyllus Schur